# Emmanuel Bex

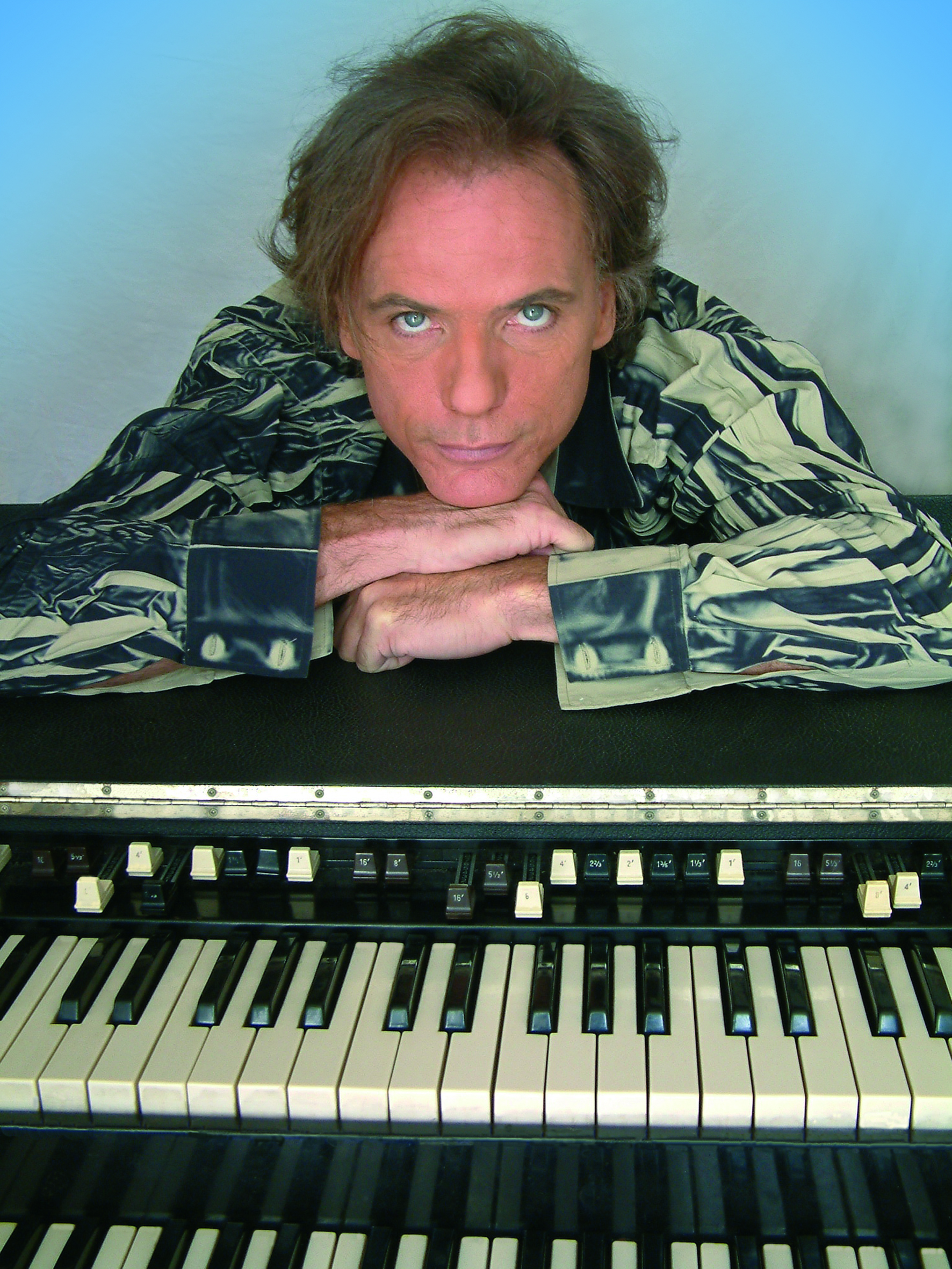
Emmanuel Bex

Emmanuel Bex (* 8. Juni 1959 in Caen) ist ein französischer Jazz-Organist.

## Leben und Wirken
Bex besuchte die Konservatorien von Caen, Paris und Bordeaux, wo er Musiktheorie, klassisches Klavier und Fagott studierte. Nach Begegnungen mit Bernard Lubat und Eddy Louiss wechselte er 1983 zur Hammondorgel. 1984 erhielt er den Kompositionspreis der SACEM. In den Folgejahren arbeitete er mit Musikern wie Barney Wilen, Babik Reinhardt, Christian Escoudé, Philip Catherine, Aldo Romano und Louis Winsberg.
1988 gründete er sein erstes eigenes Trio; daneben trat er u. a. mit Ray Lema, Gérard Pierron und Romain Didier auf. 1991 gründete er das Quintett BEX'tet. Nach mehreren Alben als Bandleader und Solist nahm er 2006 eine CD mit der brasilianischen Sängerin Mônica Passos auf. Mit Denis Badault (Piano) und Andy Emler (Synthesizer) bildete er ein Keyboarder-Trio. 2007 komponierte er Esperanto Cantabile für Hammondorgel und Sinfonieorchester.

## Preis und Auszeichnungen
Die Académie du Jazz zeichnete ihn 1995 mit dem Prix Django Reinhardt aus Mit der Gruppe BFG (Bex/Ferris/Goubert) erhielt er 2000 den Großen Preis der Akademie Charles Cros, 2003 den Django d’Or. Außerdem erhielt er den Prix Boris Vian.

## Diskographische Hinweise
- At Duc des Lombards mit Christian Escoudé, Bruno Ziarelli, 1986
- Triple Idiome, 1988
- Enfance mit Yves Brouqui, Guillaume Naturel, Guillaume Kervel, Olivier Renne, 1991
- Organique, 1993
- Steel Bex mit Guillaume Kervel, Xavier Jouvelet, Olivier Renne, 1997
- Pee Wee Music mit Biréli Lagrène, André Ceccarelli, Philip Catherine, Aldo Romano, Claude Barthélémy, Stéphane Buchard, 1998
- A Tribute to Wes Montgomery mit Fabio Zeppetella, Roberto Gatto, 1998
- 3 mit Bireli Lagrene, André Ceccarelli, Claude Barthélémy, Stéphane Huchard, Philip Catherine, Aldo Romano, 1999
- Mauve mit Stéphane Huchard, Jean-Philippe Viret, Jérôme Barde, DJ Shalom, Patrick Bebey, Myriam Betty, François Verly, Jaco Largent, Xavier Jouvelet, Erwan Lekeravec, François Laizeau, Marc-Michel Le Bévillon, 1999
- Here & Now! mit Glenn Ferris, Simon Goubert, 2001
- Jazz Z mit Jean-Philippe Viret, Aldo Romano, 2002
- Coversinging with Melody, Soloalbum, 2004
- Bizart Trio: Hope mit Francesco Bearzatti, Aldo Romano, Enrico Rava, 2005
- Organsong mit Mônica Passos, Jérôme Barde, Frédéric Monino, François Laizeau, 2006
- Pietro Tonolo, Flavio Boltro, Emmanuel Bex, Joe Chambers The Translators, 2009
- Fabio Zeppetella, Emmanuel Bex, Géraldine Laurent, Roberto Gatto Chansons!, 2017
- Emmanuel Bex, Philip Catherine & Aldo Romano La belle vie, 2019